# 2023年紐約影評人協會獎
第89屆紐約影評人協會獎（英語：The 89th New York Film Critics Circle Awards）旨在表揚2023年優秀的電影作品，於2023年11月30日宣布得獎名單，於2024年1月3日在Tao Downtown舉行頒獎典禮。
由马丁·斯科塞斯執導、Apple TV+發行的《花月殺手》獲得最佳影片與最佳女主角（莉莉·格萊斯頓）；由Netflix發行的《五月的你，十二月的她》則獲得最佳男配角（查爾斯·梅爾頓）與最佳劇本（珊米·柏區）。

## 得獎名單

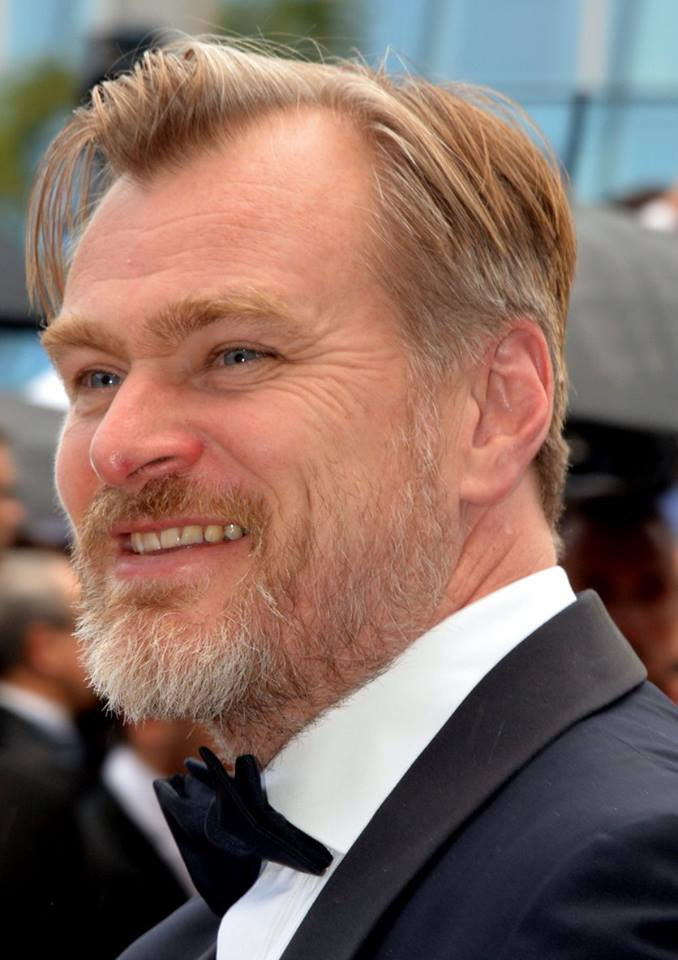
最佳導演、最佳改編劇本：克里斯托弗·诺兰

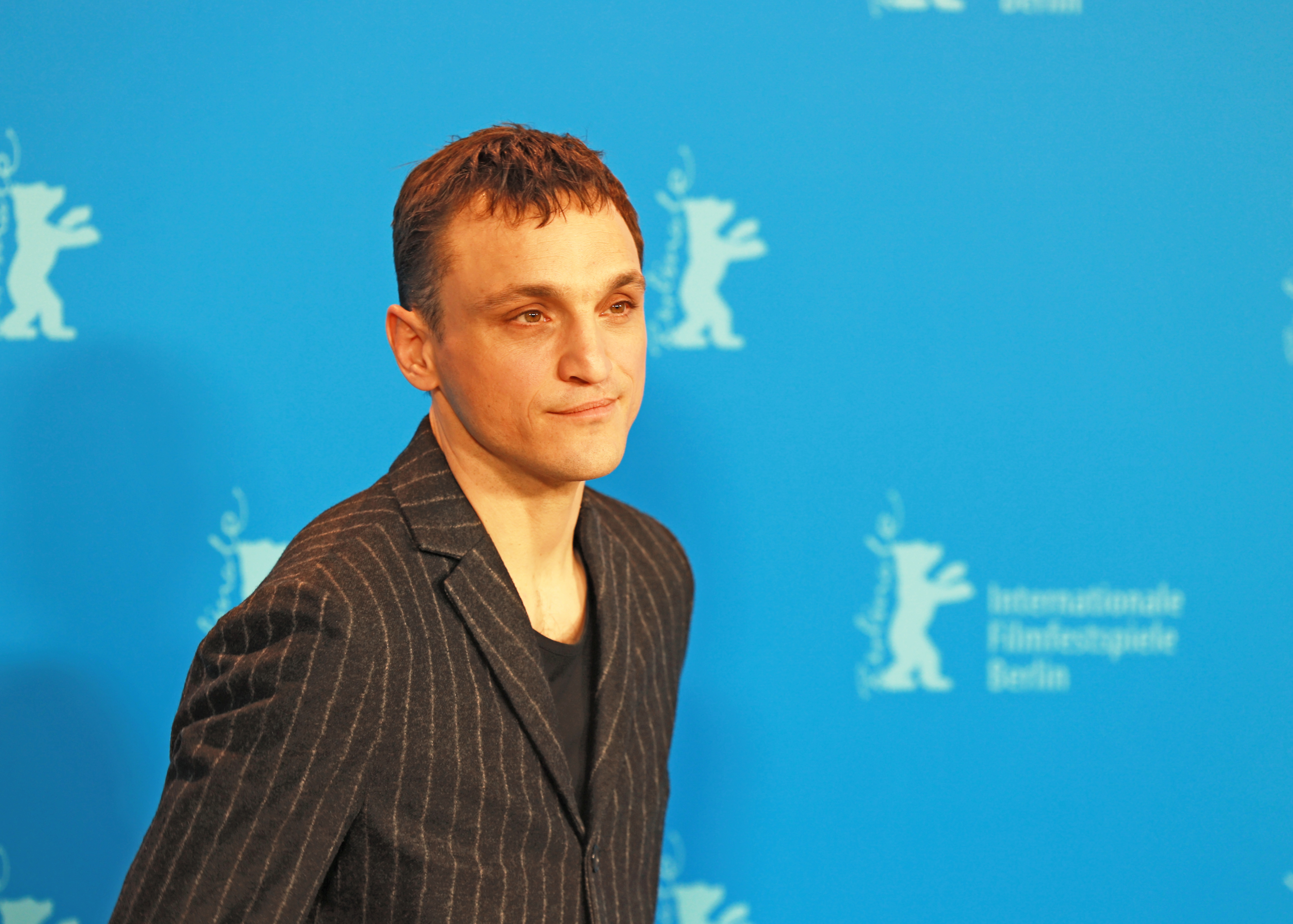
最佳男主角：法蘭茲·羅戈斯基

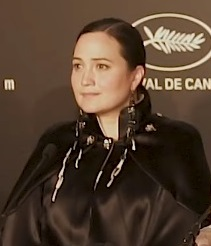
最佳女主角：莉莉·格萊斯頓

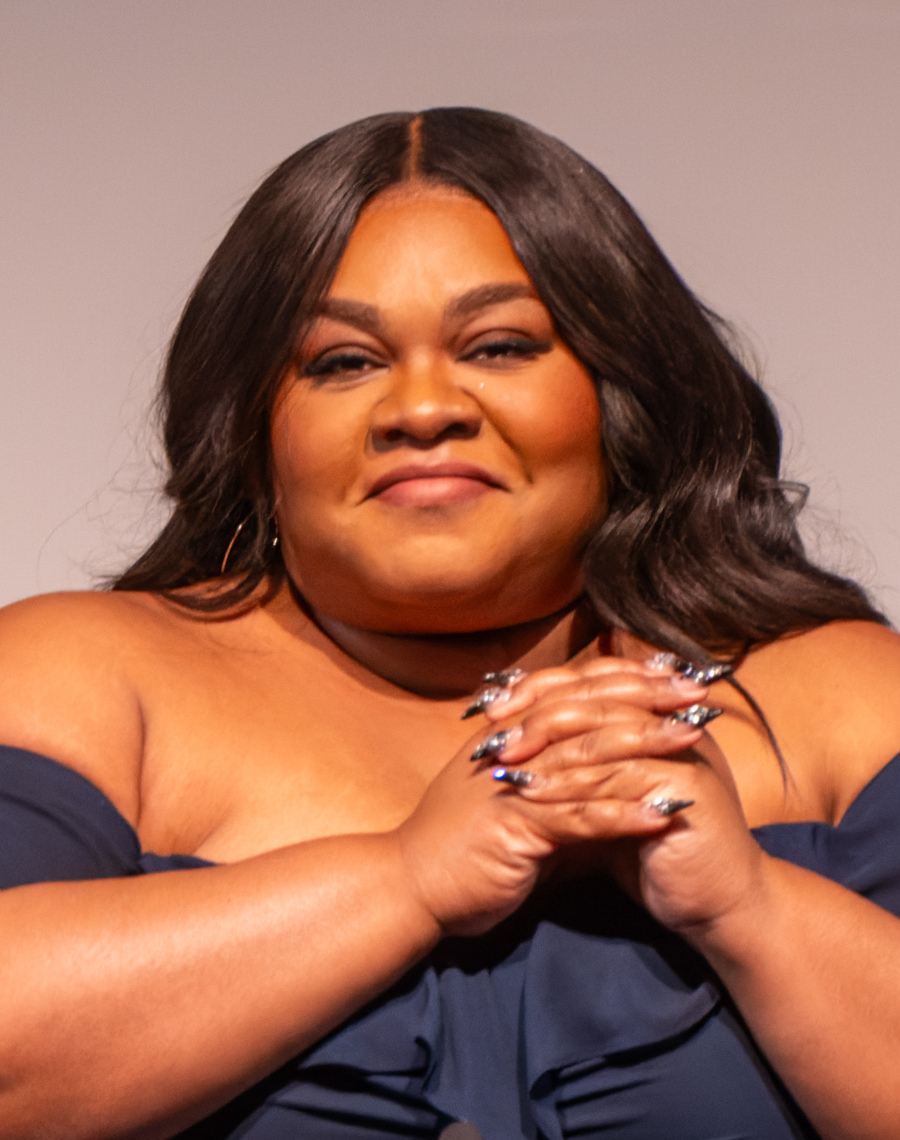
最佳女配角：達芬·喬伊·藍道夫

- 最佳影片

《花月殺手》
- 最佳導演

《奧本海默》克里斯托弗·诺兰
- 最佳男主角

《愛情轉移》法蘭茲·羅戈斯基
- 最佳女主角

《花月殺手》莉莉·格萊斯頓
- 最佳男配角

《五月的你，十二月的她》查爾斯·梅爾頓
- 最佳女配角

《滯留生》達芬·喬伊·藍道夫
- 最佳劇本

《五月的你，十二月的她》珊米·柏區（Samy Burch）
- 最佳動畫片

《蒼鷺與少年》
- 最佳攝影

《奧本海默》霍伊特·范·霍伊特瑪
- 最佳非虛構電影

《歡樂菜單》
- 最佳國際電影

《坠落的审判》
- 最佳首部電影（英语：New York Film Critics Circle Award for Best First Film）

《之前的我們》
- 特別獎

凱倫·庫柏（Karen Cooper）—以其創意領導力，擔任Film Forum董事逾五十載。

## 外部連結
- 官方网站（英文）